# Championnats du monde de course d'orientation 1995
Navigation
Édition précédente Édition suivante
Les championnats du monde de course d'orientation 1995, seizième édition des championnats du monde de course d'orientation, ont lieu du 15 au 20 août 1995 à Detmold en Allemagne.

## Podiums
Femmes
| Épreuves                  | Or                                                                    | Argent                                                              | Bronze                                                                 |
| ------------------------- | --------------------------------------------------------------------- | ------------------------------------------------------------------- | ---------------------------------------------------------------------- |
| Femmes Courte distance    | Suisse Marie-Luce Romanens                                            | Royaume-Uni Yvette Hague                                            | Suède Marlena Jansson Suède Anna Bogren                                |
| Femmes Distance classique | Hongrie Katalin Oláh                                                  | Royaume-Uni Yvette Hague Finlande Eija Koskivaara                   |                                                                        |
| Femmes Relais             | Finlande Kirsi Tiira Reeta-Mari Kolkkala Eija Koskivaara Annika Viilo | Suède Anette Granstedt Maria Gustafsson Anna Bogren Marlena Jansson | Tchéquie Petra Novotná Mária Honzová Marcela Kubatková Jana Cieslarová |

Hommes
| Épreuves                  | Or                                                                | Argent                                                             | Bronze                                                              |
| ------------------------- | ----------------------------------------------------------------- | ------------------------------------------------------------------ | ------------------------------------------------------------------- |
| Hommes Courte distance    | Ukraine Yuri Omeltchenko                                          | Suède Jörgen Mårtensson                                            | Norvège Bjørnar Valstad                                             |
| Hommes Distance classique | Suède Jörgen Mårtensson                                           | Finlande Janne Salmi                                               | Danemark Carsten Jørgensen                                          |
| Hommes Relais             | Suisse Alain Berger Daniel Hotz Christian Aebersold Thomas Bührer | Finlande Keijo Parkkinen Reijo Mattinen Timo Karppinen Janne Salmi | Suède Lars Holmqvist Jimmy Birklin Johan Ivarsson Jörgen Mårtensson |

## Tableau des médailles
- Pays organisateur

| Rang  | Nation      | Or | Argent | Bronze | Total |
| ----- | ----------- | -- | ------ | ------ | ----- |
| 1     | Suisse      | 2  | 0      | 0      | 2     |
| 2     | Finlande    | 1  | 3      | 0      | 4     |
| 3     | Suède       | 1  | 2      | 3      | 6     |
| 4     | Hongrie     | 1  | 0      | 0      | 1     |
| 4     | Ukraine     | 1  | 0      | 0      | 1     |
| 5     | Royaume-Uni | 0  | 2      | 0      | 2     |
| 6     | Danemark    | 0  | 0      | 1      | 1     |
| 6     | Norvège     | 0  | 0      | 1      | 1     |
| 6     | Tchéquie    | 0  | 0      | 1      | 1     |
| Total | Total       | 6  | 7      | 6      | 19    |